# Bugtirhinus
A Bugtirhinus az emlősök (Mammalia) osztályának páratlanujjú patások (Perissodactyla) rendjébe, ezen belül az orrszarvúfélék (Rhinocerotidae) családjába tartozó fosszilis nem.

## Tudnivalók
A Bugtirhinus Ázsia területén élt a miocén kor elején és közepén, vagyis 20-16,9 millió évvel ezelőtt. Körülbelül 3,1 millió évig maradt fent.

## Rendszertani besorolása
A Bugtirhinusnak Antoine és Welcomme adták a nevét, 2000-ben. Szintén 2000-ben Antoine és Welcomme az Elasmotheriinae alcsaládba tartozó Elasmotheriini nemzetségbe helyezték a nemet. 2003-ban Guérin és Pickford áthelyezte az állatot az Iranotheriinae alcsaládba. Típusfaja a Bugtirhinus praecursor.

## Fordítás
- Ez a szócikk részben vagy egészben  a   Bugtirhinus című angol Wikipédia-szócikk ezen változatának fordításán alapul.  Az eredeti cikk szerkesztőit annak laptörténete sorolja fel. Ez a jelzés csupán a megfogalmazás eredetét és a szerzői jogokat jelzi, nem szolgál a cikkben szereplő információk forrásmegjelöléseként.